# Mehun-sur-Yèvre
Mehun-sur-Yèvre là một xã trong tỉnh Cher, thuộc vùng hành chính Centre-Val de Loire của nước Pháp, có dân số là 7212 người (thời điểm 1999). Xã là trụ sở hành chính của tổng Mehun-sur-Yèvre